# Miles D. White

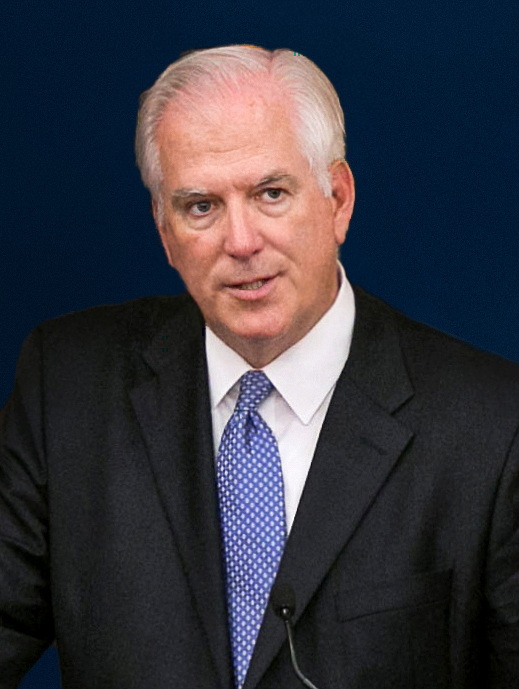
Miles D. White

Miles D. White (* 1955 in Minneapolis, Minnesota) ist ein US-amerikanischer Manager.

## Leben
White studierte an der Stanford University. Danach war er für das US-amerikanische Unternehmen McKinsey & Company tätig. 1984 wechselte White zum Unternehmen Abbott Laboratories in Chicago, wo er Aufsichtsratsvorsitzender und CEO ist.
Seit 2011 ist White Mitglied der American Academy of Arts and Sciences.